# BBC日本台
BBC日本台（英語：BBC Japan）是英国广播公司在日本播出的卫星电视频道。与BBC Prime（现为英國廣播公司娛樂台）的编排类似，BBC日本台播放了诸如《黑爵士》和《非常大酒店》等英国广播公司节目（大多配有日语字幕）。
该频道于2004年12月1日开播，用户可利用Sky PerfecTV!卫星110频道和在线电视公司的IPTV服务收视该台。但此频道从启播到停播不足两年。

## 关闭
2006年3月20日，英国广播公司宣布其发行商JMC“不再有财务能力来履行其发行BBC日本台的合同承诺”。2006年4月24日，英国广播公司确认BBC日本台将于2006年4月30日停播。